# Kisch (Insel)
Kisch (persisch کيش, in der Antike u. a. altgriechisch Ἀρακία Arakia) ist eine iranische Insel in der Provinz Hormozgan im Persischen Golf. Sie hat eine Fläche von rund 90 km² und liegt ca. 20 km vom Festland entfernt. Die Insel hat ca. 40.000 Einwohner.

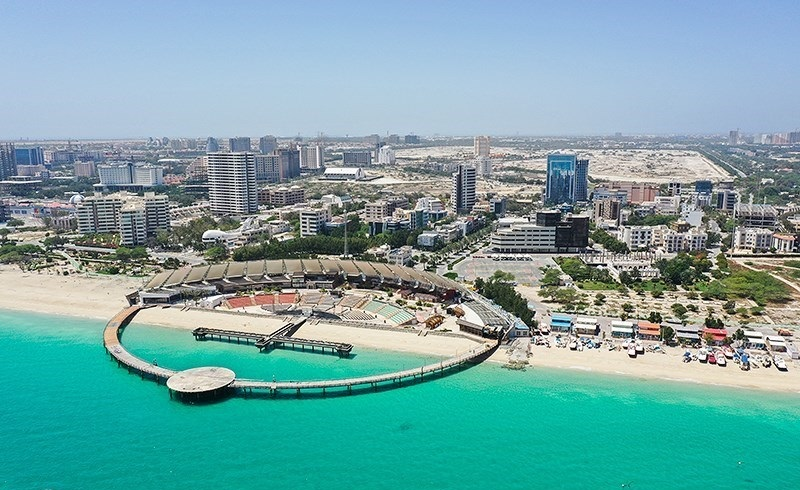

## Die Insel
Die Insel Kisch wurde als Urlaubsinsel von Reza Schah Pahlavi bekannt. Heute ist die Insel hauptsächlich eine Freihandelszone und ein Feriengebiet mit vielen Hotels und Einkaufsmöglichkeiten. Sie gehört zu den Luxusorten und Ferienzielen der Iraner, jedoch herrscht auf der Insel ein striktes Alkoholverbot. Frauen dürfen nur an mit hohen Wellblechzäunen abgesperrten Strandbereichen baden, an denen ein absolutes Aufenthaltsverbot für Männer besteht. Für Männer gibt es auch separate Strandbereiche zum Schwimmen.
Auf der Insel befindet sich die Iranische Ölbörse.
Bürger der Europäischen Union können aus Dubai ohne Visum einreisen. Für die Anreise über den Iran ist ein Visum für den Iran notwendig.

## Sehenswürdigkeiten
Zu den Sehenswürdigkeiten der Insel zählen unter anderem die antike Altstadt, unterirdische Wasserzisternen (Qannat) und das Luxushotel, in dem auch der Schah zu Gast war.
An der Südwestküste ist das griechische Schiff, das Wrack eines 1943 in Schottland gebauten und 1966 hier gestrandeten Schiffes zu sehen.
An der ruhigeren, dem Festland zugewandten Küste gibt es Korallenriffe. Dort kann man 200–300 m weit ins Meer hinaus waten, da das Wasser in dieser Entfernung nicht tiefer als einen Meter ist. Am Hafen gibt es ein Glasboden-Schiff, das zu den Korallenbänken hinausfährt.
Bis 2010 sollte auf einem Gebiet von 220 Hektar die Ferienanlage Flower of the East mit einem 7-Sterne-Hotel, das mit dem Burj al Arab in Dubai konkurrieren sollte, entstehen. Die Anlage sollte auch einen Golfplatz aufweisen. An diesem Projekt sollten deutsche Firmen maßgeblich beteiligt sein. Die Verwirklichung des Projekts wurde 2007 abgebrochen.

## Wirtschaft
Am 26. Oktober 2015 kündigte der iranische Zentralbank-Präsident Walliolah Sejf an, das Bargeld im Rahmen eines Pilotprojekts auf Kisch abzuschaffen und durch elektronische Zahlungsmittel zu ersetzen.

## Klima
Auf Kisch herrscht ein warmes Klima. Im Sommer erreichen die Temperaturen 40 bis 52 °C.

## Sport
Kisch war im Januar 2008 Austragungsort für den Weltcup der Degen- und Säbelfechter. Außerdem gab es dort 2004 ein Tennisturnier der ATP Challenger Tour.

## Bilder

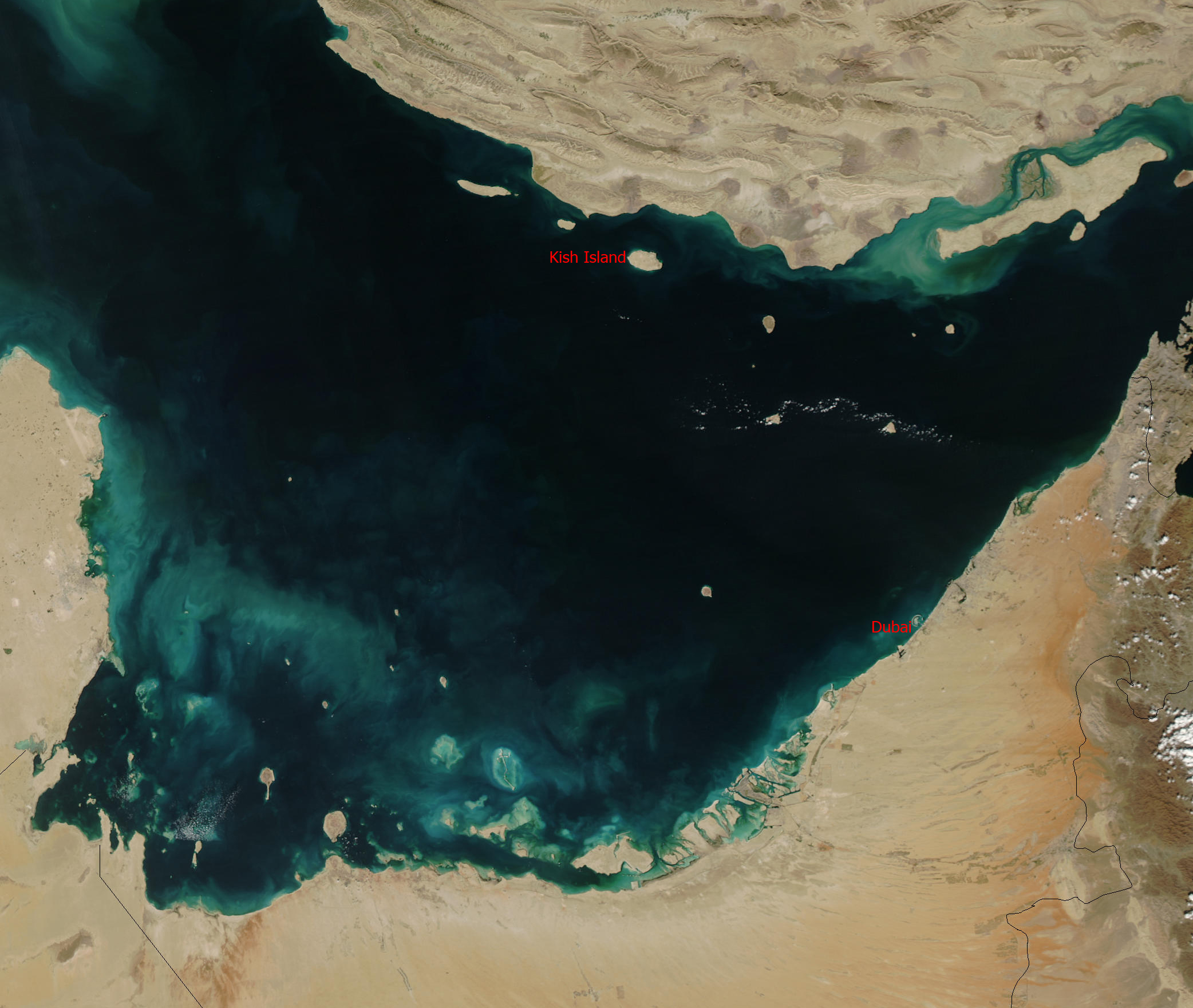
Persischer Golf
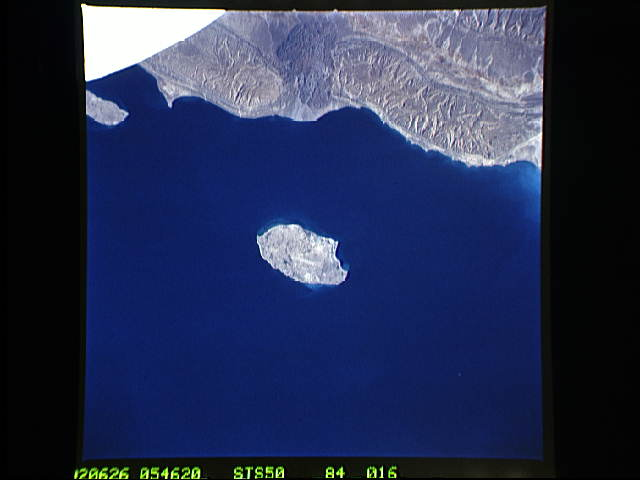
Insel Kisch
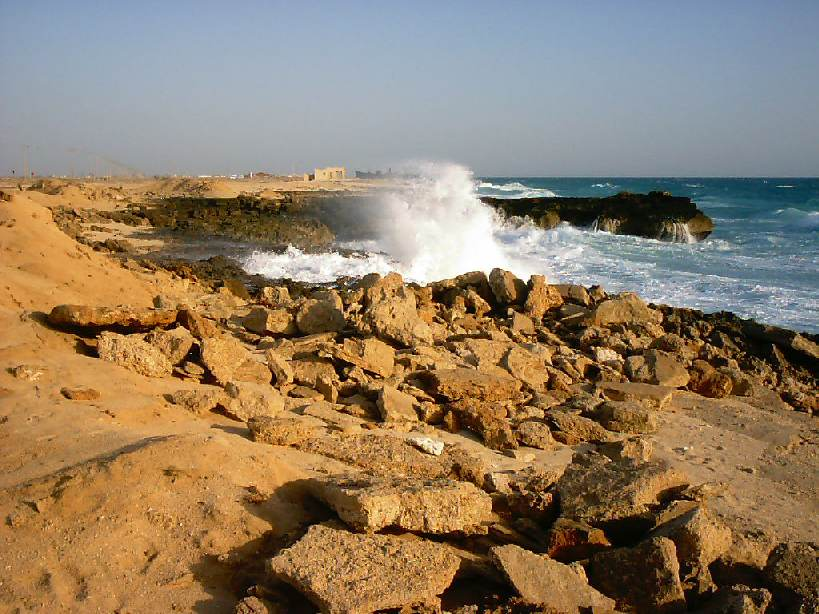
Südküste von Kisch